# Joseph-François de Noble du Revest
Joseph-François de Noble du Revest, né à Toulon, est un officier de marine français du XVIIIe siècle.

## Historique
Parti de Toulon en avril 1757, et après avoir traversé le blocus de l'amiral Charles Saunders à Gibraltar il entrait dans la rade de Louisbourg comme commandant de l'une des escadres avec Joseph de Bauffremont et Dubois de La Motte. Avec cinq navires de ligne, une frégate et quatre moyennes unités, portant 494 canons, il fit face à cinq vaisseaux anglais à Canso. Il y eut nombreux décès parmi les équipages des vaisseaux anglais d'Halifax; ravages faits aux alentours du fort George par le détachement de François-Pierre de Rigaud de Vaudreuil.
À Louisbourg, son escadre est composé des navires de lignes de l'Hector, 74 canons; l'Achille, 64 canons; le Vaillant, 64 canons; et le Sage, 64 canons.